# Ewa Cabajewska
Ewa Cabajewska z d. Winnicka (ur. 8 listopada 1978 w Warszawie) – polska siatkarka grająca na pozycji rozgrywającej, reprezentantka kraju. Wychowanka warszawskiej Skry. W styczniu 2019 została pierwszym trenerem Wisły Warszawa, którą prowadziła do końca sezonu 2018/2019.
Rywalizowała także w turniejach siatkówki plażowej w parze z Joanną Szeszko.

## Sukcesy klubowe
Mistrzostwa Polski:
- 2006
- 1998, 2002[2]

## Sukcesy młodzieżowe
Mistrzostwa Europy Juniorek:
- 1996[6]